# Davy Walsh
Davy Walsh (Waterford, 28 aprile 1924 – 14 marzo 2016) è stato un calciatore irlandese, di ruolo attaccante.

## Palmarès

### Club

#### Competizioni nazionali
- Irish Cup: 2

Linfield: 1944-1945, 1945-1946